# Grades japonais
Système de grades japonais dans les arts martiaux :
Ce système de grades est celui qui était utilisé par les écoles d'arts martiaux au Japon avant l'adoption du système kyū/dan. Il est encore utilisé par certaines écoles et parfois en parallèle avec le système kyū/dan.
- Deshi : disciple de l'école.
- Uchi deshi : disciple interne de l'école, c'est-à-dire vivant au dojo. Souvent un uchi deshi s'occupe de tâches ménagères et d'autres petits travaux en contrepartie de l'enseignement qu'il reçoit.
- Renshi : disciple avancé de l'école.
- Kyoshi : instructeur de l'école.
- Hanshi : maître d'armes de l'école.
- Shihan : grand maître de l'école (dans la plupart des écoles le titre de shihan ne peut être obtenu qu'à partir du 8e dan).
- Menkyo kaiden : diplôme très rare décerné à l'élève qui connaît tout l'enseignement de l'école y compris tous les enseignements secrets.
- Meijin : grand homme accompli.

## Association des dans et noms traditionnels
Certaines écoles contemporaines utilisent, en parallèle du système kyū/dan, le système traditionnel ou « titre ».
Le tableau suivant propose d'intégrer en première colonne le titre traditionnel et un équivalent dans notre langue. Le stade d'évolution évoque le schéma de progression Shu-Ha-Li. Cette graduation a été établie par shihan Roland Habersetzer et shihan Ohtsuka Tadahiko du Gojukensha de Tokyo.
| Titre     |                     | Stade d'évolution | Stade d'évolution | Grade sportif |
| --------- | ------------------- | ----------------- | ----------------- | ------------- |
| Shoshi-ho | Apprenti guerrier   | Yudansha (shu)    | 1er niveau        | Shodan        |
| Shoshi    | Apprenti guerrier   | Yudansha (shu)    | 2e niveau         | Nidan         |
| Renshi-ho | Expert              | Yudansha (shu)    | 3e niveau         | Sandan        |
| Renshi    | Expert              | Yudansha (shu)    | 4e niveau         | Yondan        |
| Tashi-ho  | Homme et guerrier   | Kodansha (ha)     | 1er niveau        | Godan         |
| Tashi     | Homme et guerrier   | Kodansha (ha)     | 2e niveau         | Rokkudan      |
| Kyoshi-ho | Maître éducateur    | Kodansha (ha)     | 3e niveau         | Shichidan     |
| Kyoshi    | Maître éducateur    | Kodansha (ha)     | 4e niveau         | Hachidan      |
| Hanshi-ho | Maître de référence | (Li)              | 1er niveau        | Kudan         |
| Hanshi    | Maître de référence | (Li)              | 2e niveau         | Judan         |

## Afficher ses grades
[réf. nécessaire] Traditionnellement, il est commun d'afficher ses grades dans un cadre, au mur ou sur un meuble, chez soi ou dans l'enceinte de son dojo. Ce comportement n'a pas pour but de satisfaire son propre ego, mais de rappeler à soi-même ou aux autres ses engagements, ses obligations, le chemin parcouru et celui qui reste à parcourir.